# Vandamia lightfooti
Vandamia lightfooti är en fjärilsart som beskrevs av Van Son 1933. Vandamia lightfooti ingår i släktet Vandamia och familjen trågspinnare. Inga underarter finns listade i Catalogue of Life.